# Alto de Santa Catarina
Alto de Santa Catarina é um bairro situada numa colina em Linda-a-Velha, no Município de Oeiras.
Foi em tempos conhecido pelo bairro de lata com o mesmo nome, sendo hoje um bairro com recentes urbanizações e forte especulação imobiliária.
Ali se situam um hotel, um quartel de bombeiros (Bombeiros Voluntários do Dafundo) e a Escola Secundária Amélia Rey Colaço.